# Пфальцграф

Макет Ахенского пфальца Карла Великого.
Наверху — сохранившаяся капелла Карла Великого.
Дворцовыми графами этого пфальца были пфальцграфы Лотарингии.

Пфальцгра́ф (нем. Pfalzgraf) или граф-палати́н (лат. (Comes) palatinus) — в Раннем средневековье граф-управляющий пфальцем (дворцом) в период отсутствия в нём правящего монарха.
Пфальц-граф буквально означает граф дворца (дворцовый граф), от средневекового слова нем. Pfalz — Пфальц (лат. palatium) — «дворец, палата», в средневековой Германо-римской империи императорские замки (города с такими дворцами), в которых придворные сановники (графы, пфальцграфы, гохграфы) творили суд и исполняли другие административные и финансовые обязанности и нем. Graf — «граф». В разные периоды времени словосочетание имело разное значение, так:
- В средневековом государстве франков пфальцграфом назывался королевский чиновник, возглавлявший королевский суд.
- При Каролингах в Восточно-Франкском королевстве и Священной Римской империи пфальцграф представлял в герцогствах интересы короля (императора).
- Позже, до самого роспуска германо-римской империи, пфальцграфами называли владетельных князей рода Виттельсбахов.

## История

### Франкское королевство
В Римской империи титул Comes palatinus носили судьи высшего ранга. После падения Западной Римской империи в некоторых Варварских королевствах (вестготское, остготское, франкское) стали использовать титул palatinus (палатин) для обозначения чиновника, помогавшего королю в осуществлении судебных функций, а позже замещавших короля в королевском суде. В источниках упоминаются графы-палатины при Меровингах во франкском королевстве. Так, например, при короле Хлотаре III в 678 году упоминается граф-палатин Хродоберт II (около 650 — после 678). Также палатины заведовали королевской канцелярией и управляли королевскими дворцами. Существовали графы-палатины, замещавшие короля в военной и административной работе.
Эта система получила наивысшее развитие при Карле Великом, когда суд палатинов обособился от королевского. В то время император со своим двором часто перемещались из одной своей резиденции в другую. При этом в каждом императорском дворце оставался палатин, управлявший от имени императора подчинённым ему округом (платинатом) и исполнявший функции судьи. Палатины, замещавшие в своём округе императора, обладали в своих владениях властью, превышающей власть обычных графов.

### Восточно-Франкское королевство и Священная Римская империя
После распада Франкской империи в образовавшихся королевствах также использовался титул графа-палатина, однако особое развитие он получил в Восточно-Франкском королевстве (Германии) и, позже, в Священной Римской империи.
В Восточно-Франкском королевстве существовало пять племенных герцогств: Саксония, Бавария, Франкония, Швабия и Лотарингия. Для того, чтобы представлять в них судебную власть от имени короля (позже императора), назначался специальный граф, получивший титул пфальцграф (буквальный перевод Comes palatinus на немецкий язык). Кроме судебной власти пфальцграф управлял также собственностью короля/императора в герцогствах. После присоединения королевства Бургундия (Арелата) появился также титул пфальцграф Бургундии, который получил правитель графства Бургундия. Единственным племенным герцогством, в котором не было своего пфальцграфа, было упразднённое в 939 году герцогство Франкония.
В течение XII века должность пфальцграфа стала наследственной, а сам пфальцграф превратился во владетельного князя, вассала императора Священной Римской империи. Титул пфальцграфа Баварии, который носили представители дома Виттельсбахов, в 1248 году оказался поглощён титулом герцога Баварии. Титул пфальцграфа Саксонии был упразднён в 1322 году. Титул пфальцграфа Швабии в 1146 году был передан графам фон Нагольд, чьи владения получили название пфальцграфство Тюбинген. В графстве Бургундия в 1169 году титул пфальцграф был вытеснен титулом фрейграф (нем. Freigraf).
Наибольшее значение приобрёл титул пфальцграфа Лотарингии, в 1085/1088 году преобразованный в титул пфальцграфа Рейнского, который в 1214 году перешёл в дом Виттельсбахов. В 1356 году пфальцграф Рейнский Рупрехт I получил титул курфюрста Пфальцского, а титул пфальцграфа Рейнского исчез. Но после разделения курфюршества Пфальцского на части правители разных частей носили титул пфальцграфа:

### Итальянское королевство
Со времён Карла Великого в Итальянском королевстве королевская администрация находилась в Павии, а руководство ей осуществлял граф дворца (итал. comes palatii), бывший самым высокопоставленным чиновником. После распада Франкской империи должность сохранилась, однако в источниках сохранилось не очень много имён людей, занимавших эту должность. Палатин, как и раньше, осуществлял судебные функции, руководя королевским трибуналом, назначал судей и писцов, а также управлял королевской канцелярией. Однако по сравнению с Восточно-Франкским королевством палатины пользовались меньшей самостоятельностью. После присоединения королевства к Священной Римской империи сведения о палатинах исчезают.

### Англия
В Англии существовало несколько областей (краёв, стран), имевших статус, именуемый «палатинат». Самыми известными из них были те, которыми управляли епископ Даремский, граф Честер и герцог Ланкастер. Правитель палатината использовал в своём именовании титул earl palatine.